# Maison d'Émile Zola
La maison d'Émile Zola est située à Médan (Yvelines), 26, rue Pasteur.
Fermée depuis le 3 octobre 2011 pour travaux, elle est à nouveau ouverte depuis octobre 2021. Elle se visite uniquement en visite guidée.

## La maison de Médan
Émile Zola acheta la maison en 1878 grâce aux gains de son roman L'Assommoir, publié en 1877, le septième volume de la série Les Rougon-Macquart. La maison a été agrandie à son idée avec la construction des tours Germinal et Nana. Il conservera la demeure pendant 24 ans, jusqu'à sa mort en 1902. De 1878 à 1902, Médan sera la résidence principale de Zola, il y passe huit mois de l’année, retournant à Paris l'hiver. Mais Zola sera propriétaire uniquement de sa maison de Médan et louera ses résidences à Aix et Paris.
En 1888, il tombe amoureux de Jeanne Rozerot, la lingère de sa maison de Médan,. Il aura deux enfants de Jeanne et jusqu'à sa mort Zola vivra une double vie. Il installera sa deuxième famille à Paris puis à Cheverchemont sur la commune de Triel-sur-Seine et ensuite à Verneuil-sur-Seine à proximité immédiate de Médan. À la mort de Zola, sa femme Alexandrine Zola fit reconnaître les deux enfants naturels qu'il avait eus avec Jeanne Rozerot.
Zola semble énormément apprécier cette demeure (proximité de sa maîtresse et de Paris) ; c'est pourquoi il y écrit huit de ses romans dont Germinal, Nana, La Bête humaine en 1890 et Au Bonheur des Dames.
Depuis 1903, tous les premiers dimanche d'octobre, un an après la mort de Zola, un pèlerinage est organisé, aujourd'hui par la Société littéraire des amis d'Émile Zola.
En 1905, Alexandrine Zola fait donation de la propriété à l'Assistance publique en vue d'y réaliser un établissement hospitalier de convalescence.
En 1982/1983, la maison de Médan servit d'école de personnels de santé (ambulanciers). Par arrêté du 21 mars 1983, l'ensemble du domaine est inscrit monument historique.

## Le groupe de Médan

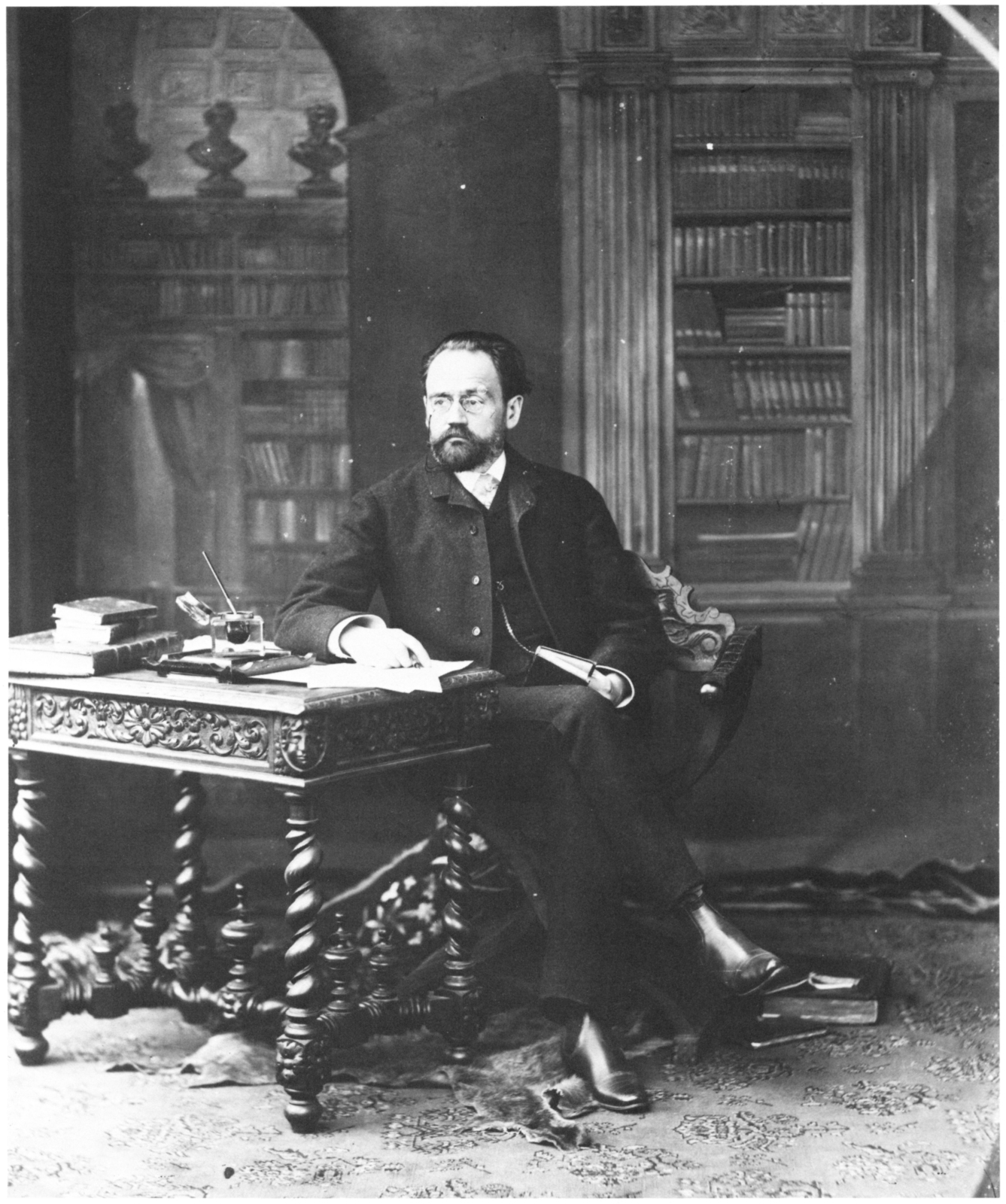
Émile Zola, photographié par Nadar.

Les Soirées de Médan est un recueil collectif de six nouvelles, publié le 15 avril 1880 chez G. Charpentier éditeur, Paris, réunissant Émile Zola, Guy de Maupassant, Joris-Karl Huysmans, Henry Céard, Léon Hennique et Paul Alexis.
Selon Hennique (dans la préface de l'édition du cinquantenaire – publiée chez Fasquelle en 1930 – des Soirées de Médan), l'idée et le nom même du recueil auraient germé au cours d'un repas hivernal dans l'appartement parisien de Zola, ce jour-là entouré de Hennique, Guy de Maupassant, Huysmans, Céard et Alexis, lorsqu'Émile Zola, après l'évocation de divers souvenirs respectifs des six amis relatifs à la guerre de 1870, émit l'idée d'écrire un volume de nouvelles à six mains, tandis que Céard lançait immédiatement la proposition du titre, sans doute en souvenir de bons moments passés, à la belle saison, dans la propriété de Médan. Toutefois, dès 1908, Céard, dans un article coécrit par Jean de Caldain sur Huysmans, donnait une version sensiblement différente, affirme que l'initiative du recueil commun émanerait en réalité de Hennique, qui aurait proposé de placer cette publication « sous le patronage » de Zola, en raison de sa plus grande notoriété.
Les six écrivains furent alors périodiquement qualifiés de « groupe de Médan », ce qui faisait implicitement référence à d'autres dîners littéraires antérieurs, tels le « dîner Flaubert » (également appelé « dîner des Cinq »), qui regroupa régulièrement, de 1874 à 1880, Gustave Flaubert, Ivan Tourgueniev, Edmond de Goncourt, Alphonse Daudet et Émile Zola.
Le « groupe de Médan » commença ses réunions dès 1876 et compta même un temps un septième « membre », Octave Mirbeau, que son éloignement de Paris, en 1877, après sa nomination comme sous-préfet de Saint-Girons (Ariège), freina dans de probables collaborations futures.

## Le musée
Le musée Émile-Zola a été inauguré dans la maison de Médan en 1984.
L'association Maison Zola-Musée Dreyfus, sous la présidence de Pierre Bergé (aujourd'hui dirigée par Louis Gautier) signe en 1999 un bail avec l’Assistance publique ; elle se donne pour mission de restaurer le domaine et d’y établir un musée. Grâce au travail du conservateur Bjorn Dahlstroem le décor qu'avait connu Zola est restitué : le grand salon avec ses vitraux, la salle à manger, la cuisine avec son décor en carreaux de Delft, le bureau de l'écrivain, la chambre à coucher du couple.
De nombreux objets liés à Zola, des photographies qu'il avait prises et développées lui-même et des documents sont conservés dans la maison.
Après une période de fermeture pour travaux, la Maison Zola rouvre ses portes fin octobre 2021, couplée au tout nouveau musée Dreyfus, situé dans le pavillon Charpentier et dans le Lazaret. Il est, sous l’œil bienveillant et les conseils avisés de l'arrière-petite-fille de l'écrivain, Martine Le Blond Zola, le travail de Jean-Michel Rousseau et Reda Issolah (JMR architectes), du scénographe Christophe Martin, de la graphiste Chloé Lefèvre et de l'historien Philippe Oriol qui depuis l'ouverture en assure la direction. Il a été inauguré par le président Emmanuel Macron le 26 octobre 2021.
Ce musée Dreyfus, premier musée permanent dédié à l'Affaire, présente l'événement à travers l'engagement de Zola en mettant l'accent sur des documents et des « médias » moins connus. Il a été pensé pour tous les publics et, à travers les ressources qu'il propose, se veut, pour les scolaires, un lieu de découverte et d'approfondissement des grandes thématiques que sont la République, la démocratie, la laïcité, l'antisémitisme, le racisme et la xénophobie, la lutte contre les discriminations, l'engagement, mais aussi le pouvoir de la presse, le traitement de l'information, les fake news et la cancel culture, etc. Pour ce jeune public, il porte aussi une réflexion plus large sur l'objet muséal, le rapport au passé et l'Histoire.
Un espace y est aussi réservé à l'expression d'un créateur contemporain dont le premier est Bob Wilson.
Il propose aussi des expositions temporaires dont la première est consacrée à la bédé sur l'Affaire de Jean Dytar.
Il propose enfin, dans le cadre des Amis du musée, un certain nombre d'activités autour de Zola et de l'Affaire : rencontres avec des auteurs, débats, projection de films, concerts et des ressources pour les chercheurs et les étudiants autour de la création d'un laboratoire de recherches.

### Vidéo
- Pèlerinage Emile Zola à Medan
- La maison de Zola en vidéo